# Соосалу (Ярва)
Со́осалу (ест. Soosalu küla) — село в Естонії, у волості Ярва повіту Ярвамаа.

## Населення
Чисельність населення на 31 грудня 2011 року становила 19 осіб.

## Географія
Через населений пункт проходить автошлях 15141 (Каалепі — Легтметса).

## Історія
До 21 жовтня 2017 року село входило до складу волості Албу.